# Dzwola
Dzwola [pronunciación en polaco: /ˈd͡zvɔla/] es un pueblo ubicado en el Condado de Janów Lubelski, Voivodato de Lublin, en Polonia oriental. Es el asiento del gmina (distrito administrativo) llamado Gmina Dzwola. Se encuentra aproximadamente a 11 kilómetros al este de Janów Lubelski y a 61 kilómetros al sur de la regional capital Lublin.
Palabras muy populares en Dzwola: "sput", "żnij rów", "zgon".
El pueblo tiene una población de 936 habitantes.